# Félines, Haute-Loire
Félines är en kommun i departementet Haute-Loire i regionen Auvergne-Rhône-Alpes i centrala Frankrike. Kommunen ligger i kantonen La Chaise-Dieu som tillhör arrondissementet Brioude. År 2022 hade Félines 302 invånare.

## Befolkningsutveckling
Antalet invånare i kommunen Félines
| Referens: INSEE |